# دوغالد تومسون
دوغالد تومسون هو سياسي أسترالي، ولد في 28 ديسمبر 1849 في Camberwell ‏ في المملكة المتحدة، وتوفي في 27 نوفمبر 1922 في Kirribilli, New South Wales ‏ في أستراليا. نشط حزبياً في حزب التجارة الحرة. وقد انتخب عضو الجمعية التشريعية لنيو ساوث ويلز ‏ وانتخب عضو مجلس النواب الأسترالي ‏ عن دائرة Division of North Sydney ‏ (29 مارس 1901 – 19 فبراير 1910).